# Ben Cross
Pour les articles homonymes, voir Cross.
Ben Cross est un acteur britannique, né le 16 décembre 1947 à Londres (Angleterre) et mort le 18 août 2020 à Vienne (Autriche).

## Biographie

### Jeunesse
Harry Bernard Cross naît le 16 décembre 1947 à Londres, en Angleterre (Royaume-Uni). À l'âge de 12 ans, il commence très tôt par tenir le rôle de Jésus-Christ dans une reconstitution historique jouée avec sa classe d'anglais. À l'âge de 15 ans, il quitte son foyer et l'école, pour commencer divers petits boulots : laveur de carreaux, garçon de café et charpentier. Il est chef d'une équipe de charpentiers pour l'Opéra national du pays de Galles et accessoiriste pour l'Alexandra Theatre (en) à Birmingham. En 1970, à 22 ans, Il est accepté à la London's Royal Academy of Dramatic Arts (RADA).

### Carrière
Après l’obtention de son diplôme à la RADA, Ben Cross joue différents rôles avec le Duke's Playhouse (en) où il interprète Macbeth, L'Importance d'être Constant et Mort d'un commis voyageur. Il intègre ensuite la Prospect Theatre Company et joua Périclès, prince de Tyr, La Nuit des rois, et Royal Hunt of the Sun (en).
En 1976, il apparaît pour la première fois au cinéma : il joue Trooper Binns dans le film de guerre Un pont trop loin, réalisé par Joseph E. Levine. En 1977, il devient un membre de la Royal Shakespeare Company et prend le rôle du premier soldat de la parade de Kevin Cartwright et interprète Rover dans une reprise du jeu de scène d'une pièce intitulée Wild Oats (en).
En 1978, il se fait remarquer avec son interprétation dans Chicago, où il joue Billy Flynn, un avocat habile ayant comme cliente Roxie Hart assassinée dans l'histoire. Peu de temps après, il endosse le rôle d'Harold Abrahams dans Les Chariots de feu, film plusieurs fois oscarisé. Le succès du film lui ouvre les portes à l'international. Après Les Chariots de feu, il enchaîne avec un rôle notable dans la série Masterpiece dans The Citadel, où il interprète un physicien écossais menotté par la politique du système de santé britannique dans les années 1920. Il joue aussi Ash Pelham-Martn, un officier de la cavalerie pris à partie entre deux cultures dans le téléfilm The Far Pavilions sur la chaîne HBO.
Pendant les Jeux olympiques d'été de 1984, il apparaît dans une publicité pour American Express, avec Jackson Scholz, un sprinteur américain champion olympique en 1920 et 1924, incarné par Brad Davis dans Les Chariots de feu. Après cela il remplace James Garner dans la publicité pour le Polaroid Spectra en 1986. Ben Cross tourne aussi des publicités avec GQ au "Manstyle winners" en 1985. En 1995, il incarne le félon Méléagant aux côtés de Sean Connery, Julia Ormond et Richard Gere dans Lancelot, le premier chevalier.
Ben Cross devient le personnage  de Salomon, avec la société de production Trimark Pictures (en) en 1997, Barnabas Collins dans La Malédiction de Collinwood, remake de la série Dark Shadows; Sir Harold Pearson dans la production italienne de 1994 de Caro Dolce Amore (Honey Sweet Love); Ikey Solomon en 2000 dans la production australienne The Potato Factory. Rudolf Hess, dans le Procès de Nuremberg produit par la BBC et le rôle du Dr Josef Breur dans le film produit par la Millennium Films : When Nietzsche Wept.
Il est aussi réalisateur, écrivain et musicien. Parmi ses nombreuses incursions dans le monde musical, il joue dans Rage, tiré de l'histoire de Ruth Ellis, jouée à de multiples reprises dans la région de Londres. Comme parolier, Ben Cross a enregistré chez Polydor Records, à la fin des années 1970, un disque intitulé Mickey Moonshine. D'autres œuvres comme The Best We've Ever Had (Edinburgh Fringe Festival 2002) et Nearly Midnight (Edinburgh Fringe Festival 2003), les deux écrites par lui et dirigé par son fils Théo. La bande originale pour Nearly Midnight, produite et réalisée par sa fille, Lauren. En 2004, Ben Cross est le metteur en scène de son fils Theo dans une production de Steve Tesich's Square One qui fut jouée au Etcetera Theatre à Camden à Londres.

### Mort
Ben Cross meurt d'un cancer à Vienne (Autriche), à l'âge de 72 ans.

## Filmographie

### Cinéma
- 1977 : Un pont trop loin (A Bridge Too Far) de Richard Attenborough : Trooper Binns
- 1981 : Les Chariots de feu (Chariots of Fire) d'Hugh Hudson : Harold Abrahams
- 1984 : L'Attenzione (it) de Giovanni Soldati (it) : Alberto
- 1985 : The Assisi Underground d'Alexander Ramati (en) : Padre Rufino
- 1988 : La Boutique de l'orfèvre (en) (La Bottega dell'orefice) de Michael Anderson: Stephane
- 1988 : L'Ange des ténèbres (en) (The Unholy) de Camilo Vila : Père Michael
- 1988 : Paperhouse de Bernard Rose : Dad Madden
- 1991 : SAS : L'Œil de la veuve (Eye of the Widow) d'Andrew V. McLaglen : Nassiri
- 1992 : Explosion immédiate (Live Wire) de Christian Duguay : Mikhail Rashid
- 1993 : Cold Sweat (en) de Gail Harvey : Mark Cahill
- 1993 : The Criminal Mind (de) de Joseph Vittorie : Carlo Augustine
- 1994 : Caro dolce amore : Pearson
- 1994 : Temptress : Dr Samudaya
- 1994 : The Ascent : Major Farrell
- 1995 : Lancelot (First Knight) de Jerry Zucker : Prince Méléagant
- 1996 : Le Dernier Voyage de Robert Rylands (El Último viaje de Robert Rylands) : Cromer
- 1997 : Turbulences à 30 000 pieds (Turbulence) de Robert Butler : Capitaine Samuel Bowen
- 1997 : Invasion Alien (en) (The Invader) de Mark Rosman : Renn
- 1999 : The Venice Project : Rudy Mestry / Bishop Orsini
- 2001 : La Jeunesse des trois mousquetaires (Young Blades) : Cardinal Richelieu
- 2001 : The Order de Sheldon Lettich : Ben Ner
- 2002 : She Me and Her : David Greenbaum
- 2004 : L'Exorciste, au commencement (Exorcist: The Beginning) de Renny Harlin : Semelier
- 2005 : The Mechanik de Dolph Lundgren : William Burton
- 2006 : Un seul deviendra invincible : Dernier Round (Undisputed II: Last Man Standing) d'Isaac Florentine : Stevie Parker
- 2006 : En territoire ennemi 2 (Behind Enemy Lines II: Axis of Evil) : Commander Tim Mackey
- 2006 : Zombies (Wicked Little Things) de Joseph S. Cardone : Aaron Hanks
- 2007 : War, Inc. de Joshua Seftel
- 2007 : La Mutante 4 : Dr Tom Hollander
- 2008 : Hero Wanted de Brian Smrz
- 2009 : Star Trek de J. J. Abrams : Sarek, le père de Spock
- 2018 : Hurricane (The Hurricane Heist) de Rob Cohen : Dixon
- 2019 : Jarhead:Law of return de Don Michael Paul  : Général  Betz
- 2021 : La Dernière lettre de son amant (The Last Letter from Your Lover) d'Augustine Frizzell  : Anthony O'Hare âgé
- 2022 : La Proie du diable (The Devil's Light) de Daniel Stamm

### Télévision

#### Téléfilms
- 1974 : Great Expectations : Gentleman at Ball
- 1982 : Coming Out of the Ice : Gen. Tuchachevsky
- 1983 : What the Dickens! : Charles Dickens
- 1986 : Les Caprices du destin (Strong Medicine) : Martin Taylor
- 1988 :  MIG : Menace imminente de guerre (Steal the Sky) : Munir Redfa
- 1989 : La Deuxième Vie du colonel Schraeder : Israeli Brig. Gen. Benjamin Grossman
- 1989 : Nightlife : Vlad
- 1991 : She Stood Alone : William Lloyd Garrison
- 1992 : The Diamond Fleece : Rick Dunne / Alex Breuer
- 1993 : Les Audacieux : Campagna
- 1995 : Hellfire : Marius Carnot
- 1995 : The House That Mary Bought : Malcolm Close
- 1995 : Embrasse-moi vite ! : Ken MacFerson
- 1997 : Vingt mille lieues sous les mers[Lequel ?] : Capitaine Nemo
- 1997 : Charmante Promotion (The Corporate Ladder) : Jay Williams
- 1997 : Solomon : Solomon
- 1998 : La Tour secrète (I Guardiani del cielo) : Michael Shannon / Zadick
- 2001 : The Red Phone: Manhunt : Ballester
- 2003 : Trial & Retribution VII : DS Taylor Matthews
- 2003 : The Red Phone: Checkmate : Nigel Ballister
- 2004 : Spartacus : Titus Glabrus
- 2005 : Icône (Icon) : Anatoly Grishin
- 2006 : S.S. Doomtrooper : Professeur Ullman
- 2006 : Hannibal : Le Pire Cauchemar de Rome (Hannibal - Rome's Worst Nightmare) : Fabius
- 2006 : Nuremberg ; le procès des nazis : Rudolf Hess
- 2009 : La Traversée des enfers (Hellhounds) (téléfilm) : Roi Leander
- 2010 : Ben Hur (minisérie 2010) : Empereur Tibère
- 2011 : Supert Tanker (téléfilm) : Robert Jordan
- 2011 : Kate et William : Quand tout a commencé... (William & Kate) de Mark Rosman :  prince Charles
- 2011 : 2020 : Le Jour de glace (Ice) de Nick Copus : Stephan
- 2012 : Les Secrets de la forêt noire  (Black Forest) de Patrick Dinhut : Cazmar

#### Séries télévisées
- 1983 : The Citadel : Dr Andrew Manson
- 1984 : Pavillons lointains (The Far Pavilions) : Ashton 'Ash' Pelham-Martyn
- 1991 : La Malédiction de Collinwood (Dark Shadows) (série télévisée) : Barnabas Collins
- 1992 : Les Contes de la crypte (dans l’épisode « Séance »)
- 2000 : The Potato Factory : Ikey Solomon / Reuban Reuban
- 2013 - 2014 : Banshee : Mr. Rabbit

## Théâtre
En 1985 à Londres puis en tournée, Ben Cross joue le lieutenant Greenwald dans la pièce The Caine Mutiny d’Herman Wouk, dirigée par Charlton Heston qui joue le rôle du Capitaine Queek.